# Englesqueville-la-Percée
Englesqueville-la-Percée ist eine französische Gemeinde im Département Calvados in der Region Normandie mit 93 Einwohnern (Stand: 1. Januar 2022). Englesqueville-la-Percée gehört zum Arrondissement Bayeux und zum Kanton Trévières. Die Einwohner werden Englesquevillais genannt.

## Geografie
Englesqueville-la-Percée liegt etwa 32 Kilometer westnordwestlich von Bayeux und etwa 45 Kilometer nordnordöstlich von Saint-Lô an der Atlantikküste. Umgeben wird Englesqueville-la-Percée von den Nachbargemeinden Formigny La Bataille im Osten, Asnières-en-Bessin im Südosten, Deux-Jumeaux im Süden sowie Saint-Pierre-du-Mont im Westen und Nordwesten.

## Geschichte
Die Küste bei Englesqueville-la-Percée gehört zum westlichen Küstenabschnitt von Omaha Beach. Am 6. Juni 1944 fand hier die Landung der Alliierten in der Normandie statt.

## Bevölkerungsentwicklung
| 1962                      | 1968 | 1975 | 1982 | 1990 | 1999 | 2006 | 2013 |
| ------------------------- | ---- | ---- | ---- | ---- | ---- | ---- | ---- |
| 191                       | 180  | 158  | 121  | 125  | 97   | 93   | 85   |
| Quelle: Cassini und INSEE |      |      |      |      |      |      |      |

## Sehenswürdigkeiten
- Kirche Saint-Vigor aus dem 12. Jahrhundert
- Schloss Beaumont-le-Richard

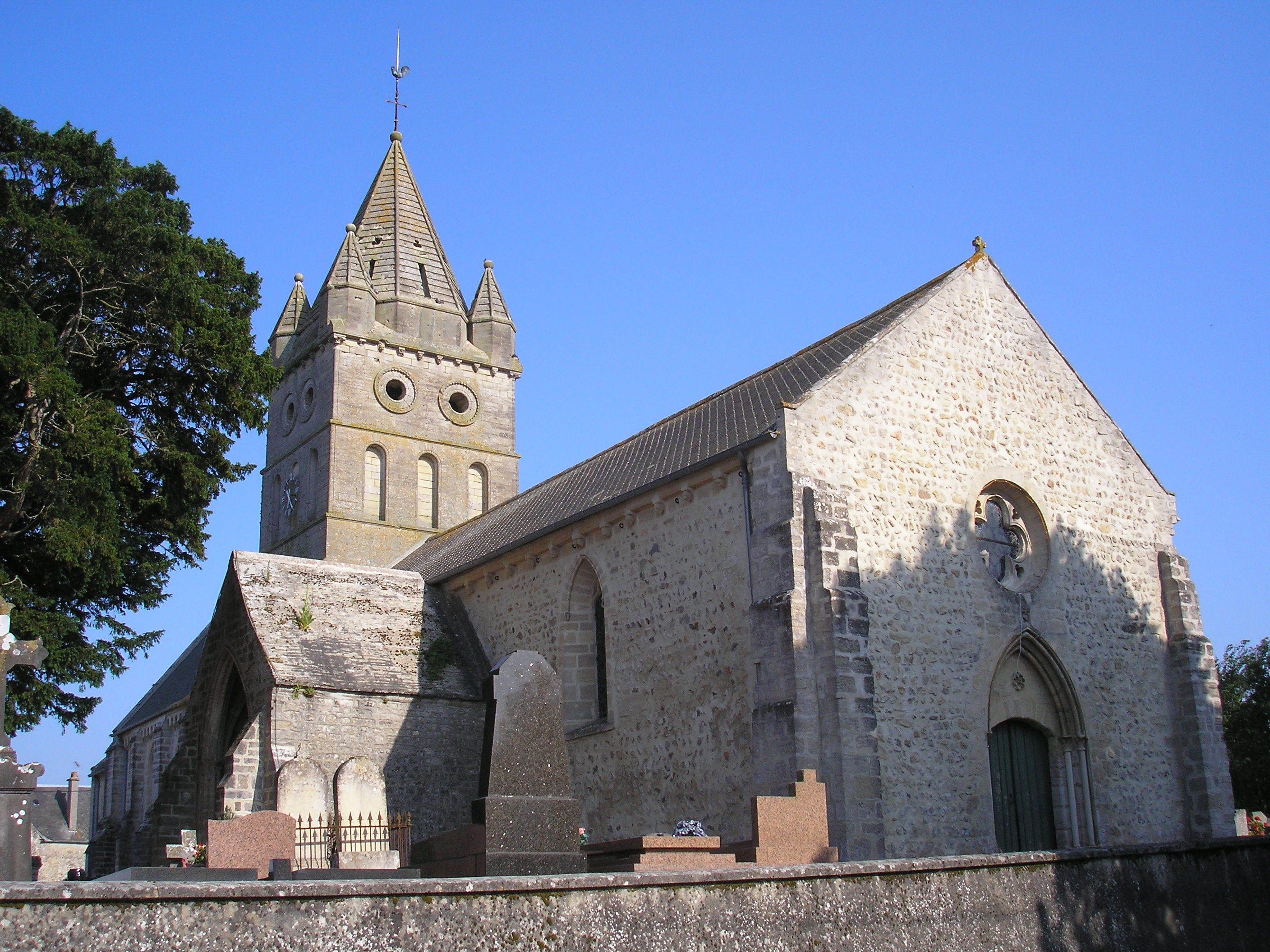
Kirche Saint-Vigor
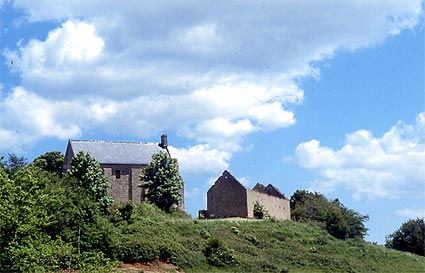
Schloss Beaumont-le-Richard